# یک قدم تا مرگ
یک قدم تا مرگ نام فیلمی ایرانی است به کارگردانی و نویسندگی ساموئل خاچیکیان و تهیه‌کنندگی ژوزف واعظیان که در سال ۱۳۴۰ ساخته شده، عبدالله بوتیمار، رضا بیک ایمانوردی در اولین حضور حرفه‌ای خود در این فیلم نقش آفرینی کردند و به سینما معرفی شدند.

## خلاصه فیلم
گروهی از دزدان که در میانشان یک دختر هم هست دست به یک سرقت بزرگ می‌زنند در جریان سرقت یکی از آن‌ها به شدت مجروح می‌شود. سارقین دکتری را می‌ربایند بالای سر مجروح می‌برند. بعد پنهان شده منتظر بهبودی همکارشان می‌شوند. در این حال دختر با مرد جوانی که کارآگاه پلیس است آشنا می‌شود …

## تولید و نمایش
تهیه‌کننده این فیلم ژوزف واعظیان، کارگردان و فیلمنامه‌نویس ساموئل خاچیکیان و فیلمبردار قدرت‌الله احسانی بود.
هفتمین محصول استودیو آژیرفیلم که شش ماه تهیه آن طول کشید و برای نخستین بار در ۱۵آذرماه ۱۳۴۰ در سینماهای حافظ، دیانا و ایران ۲۱ شب بروی پرده بود و چهارصد هزار تومان فروش کرد.